# Försättsblad

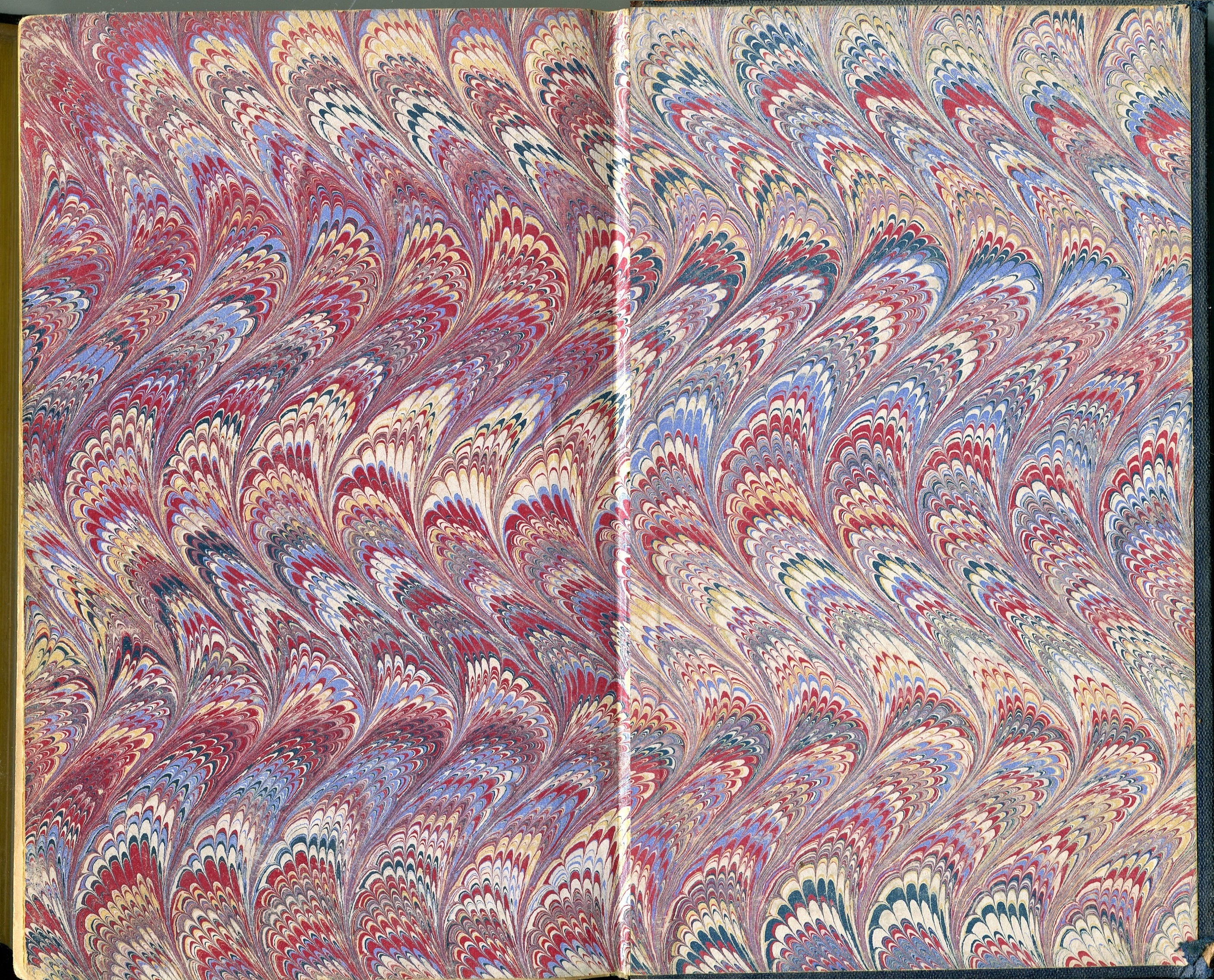
Försättsblad ur en bok från Norstedts 1894.

Försättsblad eller försätts benämns de två blad som binder samman pärmen ("bandet") och bokblocket. Det bakre har även kallats eftersättsblad.
Termen försättspapper används för att karakterisera det slag av papper som används som försättsblad. Oftast skiljer sig detta papper genom struktur, vikt eller färg, från de övriga boksidorna. Mycket vanligt (åtminstone i äldre böcker) är ett marmorerat papper.